# Ekker Balázs
Ekker Balázs (Győr, 1977. március 20. –) magyar hivatásos táncművész. Elsősorban Ausztriában vált ismertté az ORF Dancing Stars című táncműsorában. 2005 és 2011 között volt profi táncos, 2012 óta pedig a nemzetközi zsűri tagja.

## Élete
Táncpartnerével, Julia Polai-val 2001-ben a mannheimi WDC German Openen 4. helyezést ért el a profi dél-amerikai show-táncban. Julia Polai oldalán részt vett a 2001-es WDDSC European Professional Latin Champ versenyen is, ahol a negyeddöntőig jutott, és a 15. helyen végzett.
Ekker Arabella Kiesbauerrel táncolt 2005-ben a Dancing Stars első évadában. A második évadban Nicole Beutlerrel jutott a döntőbe, a harmadik évadban pedig Nina Prollal versenyzett. A negyedik évadban Jeannine Schiller táncpartnere volt, az ötödik évadban pedig Gitta Saxx német modellel táncolt. A 2011-es hatodik évadban a Seer énekesnőjével, Astrid Wirtenbergerrel táncolt, akivel először nyerte meg a versenyt. A hetedik évad óta Ekker a zsűri tagja, és nem táncol.
2007. április 27-én (a harmadik évad utolsó előtti adásában) Ekker Balázs az epizód végén megkérte Alice Guschelbauer kezét. A Dancing Stars stúdiójában 2007. május 5-én élőben, a kamerák előtt kötöttek házasságot.
2003 óta táncpartnerével és feleségével, Alice-szal együtt táncstúdiót vezet Győrben. Ekker 2016 óta egy másik tánciskola tulajdonosa Wiener Neustadtban.
2009-ben a Schnell ermittelt egyik epizódjában tánctanárt alakított.

## Jegyzet
1. 1 2  Human validation. dancesportinfo.net. (Hozzáférés: 2025. március 26.)
2. ↑  Schnell ermittelt

## Fordítás
Ez a szócikk részben vagy egészben  a   Balázs Ekker című német Wikipédia-szócikk fordításán alapul.  Az eredeti cikk szerkesztőit annak laptörténete sorolja fel. Ez a jelzés csupán a megfogalmazás eredetét és a szerzői jogokat jelzi, nem szolgál a cikkben szereplő információk forrásmegjelöléseként.